# Куэро, Джастин
Джа́стин Рау́ль Куэ́ро Пала́сио (исп. Justin Raúl Cuero Palacio; 18 марта 2004) — эквадорский футболист, нападающий российского клуба «Оренбург».

## Клубная карьера
Уроженец Эсмеральдаса, Куэро является воспитанником футбольной академии клуба «Индепендьенте дель Валье». 26 февраля 2023 года дебютировал в основном составе «Индепендьенте дель Валье» в матче эквадорской Серии A против «Мушук Руна».
15 августа 2023 года перешёл в российский «Оренбург» на правах аренды. 20 августа дебютировал в матче против «Ахмата» (0:4), выйдя вместо Арсена Адамова во втором тайме. 3 сентября в матче против «Сочи» (3:0) Степан Оганесян заработал пенальти, позволив пробить Джастину, который впервые отличился за новый клуб.
1 июня 2024 года «Оренбург» выкупил права на Джастина и заключил с ним двухлетний контракт.

## Карьера в сборной
В октябре 2022 года сыграл на Южноамериканских играх, которые прошли в Асунсьоне. Сделал хет-трик в полуфинальном матче против Уругвая и помог своей команде выйти в финал, где Эквадор уступил Парагваю.
В январе — феврале 2023 года сыграл на молодёжном чемпионате Южной Америки, который прошёл в Колумбии. На турнире забил 4 гола, включая дубль в ворота сборной Парагвая.
В мае-июне того же года принял участие в молодёжном чемпионате Мира в Аргентине. На групповом этапе отличился забитым мячом в ворота сборной Словакии и сделал дубль в ворота сборной Фиджи. В 1/8 финала отличился забитым мячом в ворота сборной Республики Корея (2:3).
В декабре 2023 года был впервые вызван в олимпийскую сборную Эквадора для участия на предолимпийском турнире КОНМЕБОЛ. На турнире провёл все матчи группового этапа, но его команда не вышла в плей-офф.

## Статистика
| Выступление              | Выступление      | Выступление      | Лига | Лига | Кубки | Кубки | Итого | Итого |
| Клуб                     | Лига             | Сезон            | Игры | Голы | Игры  | Голы  | Игры  | Голы  |
| ------------------------ | ---------------- | ---------------- | ---- | ---- | ----- | ----- | ----- | ----- |
| Индепендьенте дель Валье | Серия А          | 2023             | 2    | 0    | —     | —     | 2     | 0     |
| Индепендьенте дель Валье | Итого            | Итого            | 2    | 0    | —     | —     | 2     | 0     |
| Оренбург                 | Премьер-лига     | → 2023/24        | 13   | 1    | 8     | 0     | 21    | 1     |
| Оренбург                 | Премьер-лига     | 2024/25          | 5    | 0    | 3     | 2     | 8     | 2     |
| Оренбург                 | Итого            | Итого            | 18   | 1    | 11    | 2     | 29    | 3     |
| Всего за карьеру         | Всего за карьеру | Всего за карьеру | 20   | 1    | 11    | 2     | 31    | 3     |